# Giorni dispari (album)
Giorni dispari è una ristampa dell'album Massimo Bubola (del 1982) del cantautore italiano Massimo Bubola, con tre bonus tracks, pubblicato nel 2001.

## Tracce
- CD (Eccher Music, EM 00 505 CD)

1. Viale del tramonto – 4:35
2. Treno di mezzanotte – 3:36
3. Billi Billi – 3:01
4. Spezzacuori – 4:37
5. Giorni dispari – 4:26
6. Vieni alla finestra – 4:01
7. Tu angelo tu – 3:27
8. Oro & argento – 3:36
9. Il pendolo (bonus track) – 4:40
10. Colline nere (bonus track) – 4:36
11. Se non ora quando (bonus track) – 4:22

Durata totale: 44:57

## Formazione
- Massimo Bubola – voce, armonica, chitarra elettrica
- Claudio Cattafesta – chitarra elettrica, cori, chitarra sintetica, organo Hammond
- Fio Zanotti – pianoforte, organo Hammond
- Claudio Golinelli – basso
- Francesco Casale – batteria
- Alan King – sax
- Giuliano Pacchioni, Gino Caria – cori